# Edifici Cantó d'en Barberà
L'Edifici Cantó d'en Barberà és una obra gòtica de Tarragona protegida com a Bé Cultural d'Interès Local.

## Descripció
És un edifici de dos pisos d'alçada amb planta baixa.
Té finestres amb llindes dins arcs conopials, molt erosionades.
Per la proximitat i situació podia formar part de la Casa de l'Abat.
Aquest edifici surt documentat a molts registres del segle XVI com l'antiquíssim For d'Albanell.